# كارلوس مينديز غوميز
كارلوس مينديز غوميز (بالإسبانية: Carlos Mendes Gomes) هو لاعب كرة قدم إسباني في مركز الهجوم، ولد في 14 نوفمبر 1998. لعب مع أتلتيكو مدريد.

## وصلات خارجية
- كارلوس مينديز غوميز على موقع قاعدة بيانات كرة القدم.إي يو (الإنجليزية)
- كارلوس مينديز غوميز على موقع ناشيونال فوتبول تيمز (الإنجليزية)
- كارلوس مينديز غوميز على موقع Soccerway.com (الإنجليزية)
- كارلوس مينديز غوميز على موقع عالم كرة القدم.نت (الإنجليزية)